# MegaTech
MegaTech (às vezes estilizada com o katakana ケ ガ テ ケ) foi uma publicação da EMAP voltada especificamente para o mercado de jogos do Mega Drive. A revista foi iniciada em 1991. O editorial do lançamento consistia de uma pequena equipe, incluindo Paul Glancey (editor) e Mark Patterson (editor-adjunto). Foi publicada mensalmente. Em 1993, a revista foi adquirida pela Maverick Magazines. Deixou de ser publicada em 1994 quando foi incorporada na revista Mega.